# Данкевич, Павел Борисович
Па́вел Бори́сович Данке́вич (1918—1988) — советский военный деятель, участник Советско-финской и Великой Отечественной войн, командир 347-го истребительного авиационного полка во время Великой Отечественной войны, генерал-полковник (1967).

## Биография
Родился 3 октября 1918 года в городе Острогожске.
В Вооружённых Силах СССР с апреля 1936 года. Окончил Ворошиловградскую военную школу пилотов (1936) и Военно-воздушную академию им. К. Е. Ворошилова (1955).
Участник Советско-финской и Великой Отечественной войн. На фронтах Отечественной войны — с декабря 1941 года, воевал на Крымском, Северо-Кавказском, Центральном и 1-м Белорусском фронтах. Прошёл должности от младшего лётчика до командира 347-го истребительного авиационного полка (назначен командиром полка в июле 1943 года). На фронтах войны сбил лично 6 и в группе 1 немецких самолётов.
После войны Павел Данкевич занимал посты заместителя командира авиационной дивизии, корпуса по лётной части (июнь 1949 — ноябрь 1951) в Группе советских войск в Германии, командира авиационного корпуса. С ноября 1955 года — заместитель командующего, а с июля 1956 — командующий воздушной армией ПВО. С апреля 1958 по апрель 1961 годы — командующий особой Дальневосточной воздушной армией. С апреля по август 1961 года командующий 48-й воздушной армией. С августа 1961 года — командующий 43-й ракетной армией (Винницкой). Во время операции «Анадырь» (1962 год) — первый заместитель командующего Группой советских войск на Кубе.
В апреле 1963 года Данкевич назначен заместителем главнокомандующего Ракетными войсками стратегического назначения (РВСН) по боевой подготовке — начальником боевой подготовки, был членом Военного совета РВСН с 18.04.1963 по 15.07.1974.
С августа 1974 года — военный консультант Института военной истории Министерства обороны СССР.
Умер 28 мая 1988 года в Москве, похоронен на Кунцевском кладбище.

## Награды
Награждён орденами Ленина (1946, 1963), Красного Знамени (1943, 1944, 1956), Суворова 3 степени (1945), Трудового Красного Знамени (1969), Отечественной войны 1 степени (1944, 1945), Красной Звезды (1940, 1947, 1951), советскими медалями и иностранными наградами.